# Leymebamba

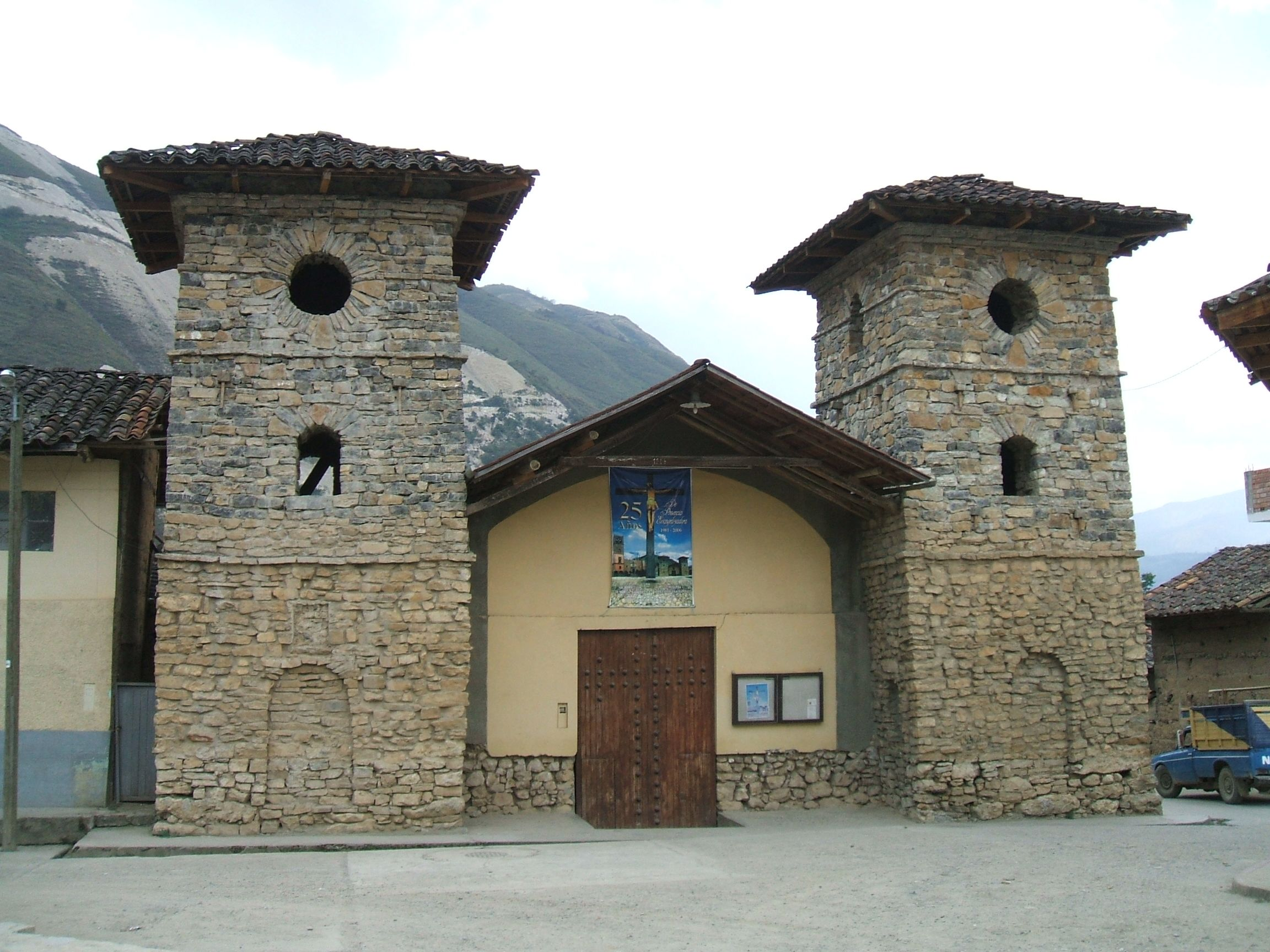
Igreja de Leymebamba

Leymebamba é uma cidade peruana de Chachapoyas, sede do distrito de Leymebamba.

## Situação
Leymebamba está situada a uma altitude de 2.210 m. A cidade é o centro administrativo do distrito homônimo.

## Atrações locais
É uma cidade bastante pequena, mas que reserva alguns atrativos aos visitantes. É o ponto de partida para o famoso Lago do Condor, onde foram encontradas cerca de duzentas múmias do povo de Chachapoyas (que estão no museu da cidade) e Quipus. Além disso, ali encontram-se misteriosas ruínas e um sistema de cavernas quase inexploradas.
Uma cooperativa local de produção de leite foi recentemente instalada, e sua igreja sofreu uma restauração.
A festa do padroeiro local ocorre todos os anos, por volta do dia 28 de agosto, em homenagem a Santo Agostinho. Outra festa importante do lugar é a "Virgen del Carmen" (Nossa Senhora do Carmo), em 16 de julho.